# Estação Ferroviária de Guimarães
A Estação Ferroviária de Guimarães é uma interface da Linha de Guimarães, que serve a localidade de Guimarães, no distrito de Braga, em Portugal. Entrou ao serviço no dia 14 de Abril de 1884.

## Descrição

### Localização e acessos
A estação tem acesso directo pela Avenida D. João IV a partir do centro da cidade de Guimarães. Nas proximidades a Avenida Dom Afonso Henriques, Avenida Herculano José Fernandes, Rua Colégio Militar, Rua António da Costa Guimarães e a circular urbana de Guimarães permitem o acesso ao centro e à periferia da cidade.
A estação encontra-se conectada a uma rede pedonal e ciclável já que à sua porta de entrada passa a ciclovia.
Outra forma de aceder à estação é através dos transportes públicos, das linhas circular 03 e 04 e linhas 004, 011, 012, 014, 022, 180, 181, 182, 188, 189 da Guimabus, com paragem nas imediações da estação.

### Infraestrutura
No Directório da Rede de 2012, publicado pela Rede Ferroviária Nacional em 6 de Janeiro de 2011, a estação ferroviária de Guimarães surgia com quatro vias de circulação, que tinham 205 a 292 m de comprimento, enquanto que todas as plataformas tinham 220 m de extensão e 90 cm de altura.

## História

### Antecedentes e planeamento
Em meados do século XIX, a região do Minho sofria de grandes problemas nas suas comunicações, devido principalmente ao mau estado dos seus eixos rodoviários; a situação começou a mudar após a Regeneração de Fontes Pereira de Melo, quando foram criadas várias carreiras de diligências, incluindo do Porto a Braga e Guimarães.
Um dos primeiros planos para trazer o caminho de ferro até Guimarães foi o da Minho District Railway Company Limited, que pretendia construir uma linha a partir de Santo Tirso, mas esta empresa acabou por entrar em falência em Janeiro de 1879. Nesse ano, foi aberta uma nova concessão para uma linha até Guimarães.

### Construção e inauguração
Assim, a Companhia do Caminho de Ferro de Guimarães iniciou as obras, tendo a primeira secção da linha, de Trofa a Vizela, sido inaugurada em 31 de Dezembro de 1883. O troço seguinte, até Guimarães, entrou ao serviço em 14 de Abril de 1884.
Em 16 de Setembro de 1895, a Gazeta dos Caminhos de Ferro reportou que tinham sido dadas ordens para se iniciar a construção de uma avenida entre o Toural e a Estação de Guimarães.

### Século XX

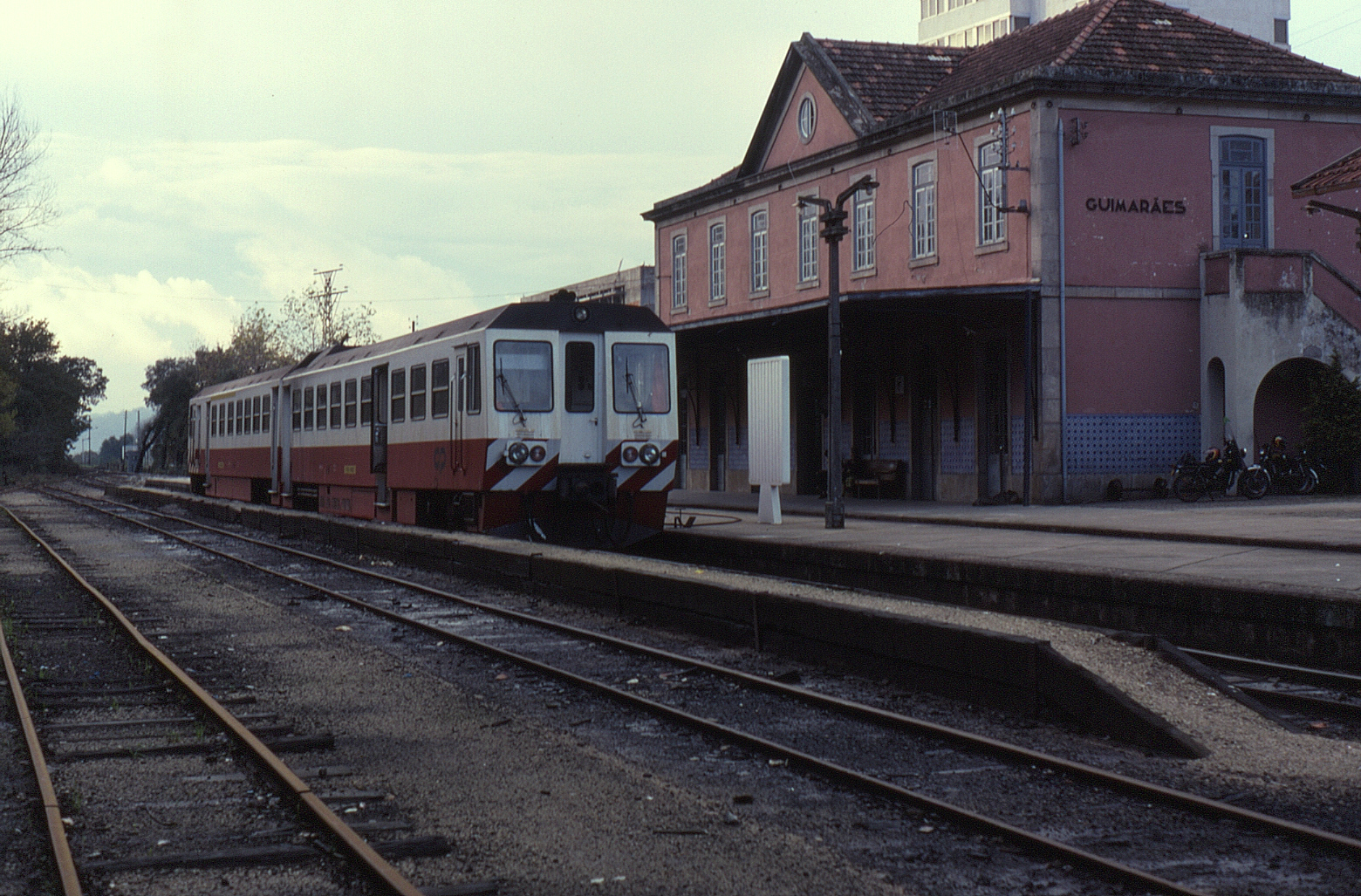
Estação de Guimarães, em 1990

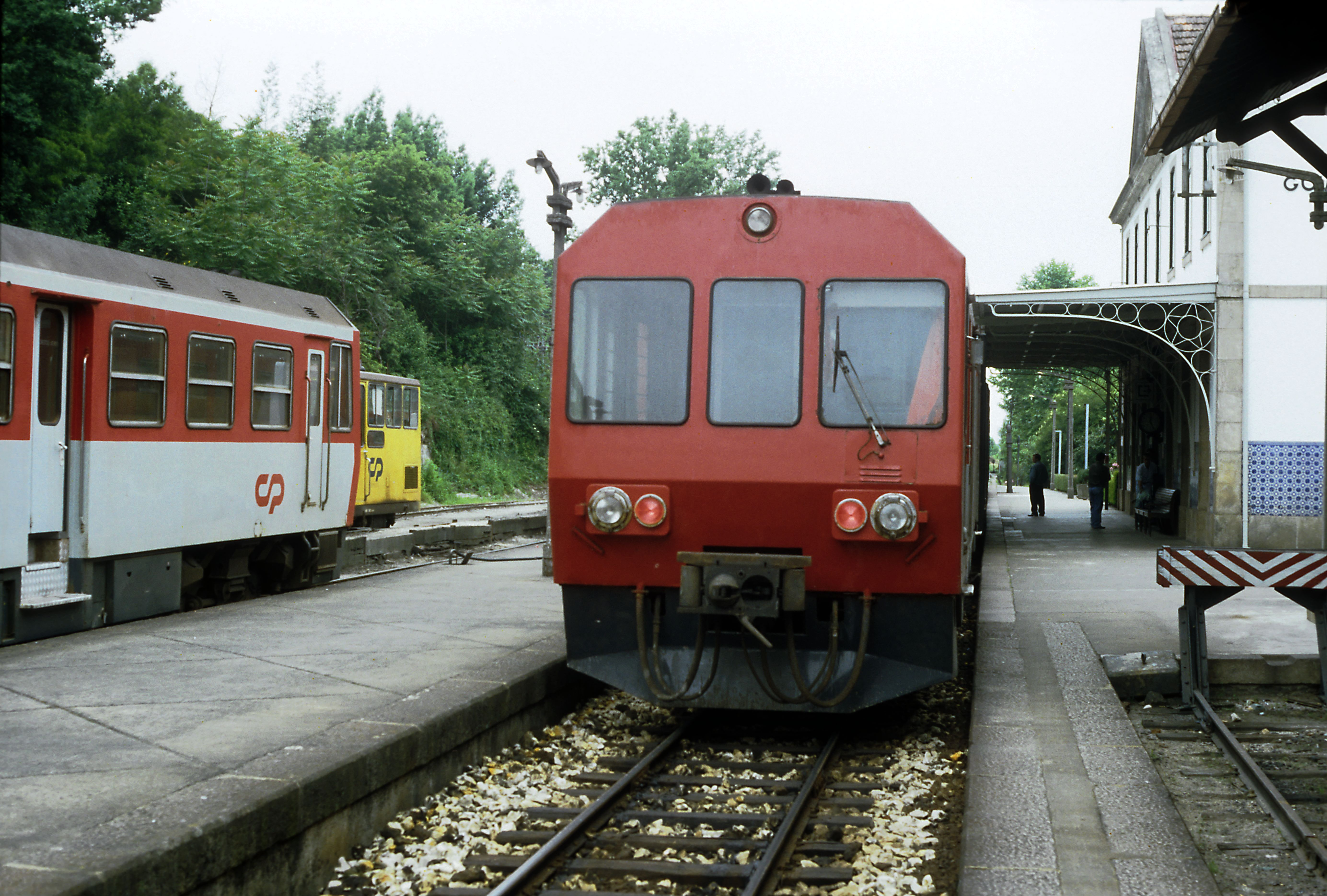
Estação de Guimarães, em 1996

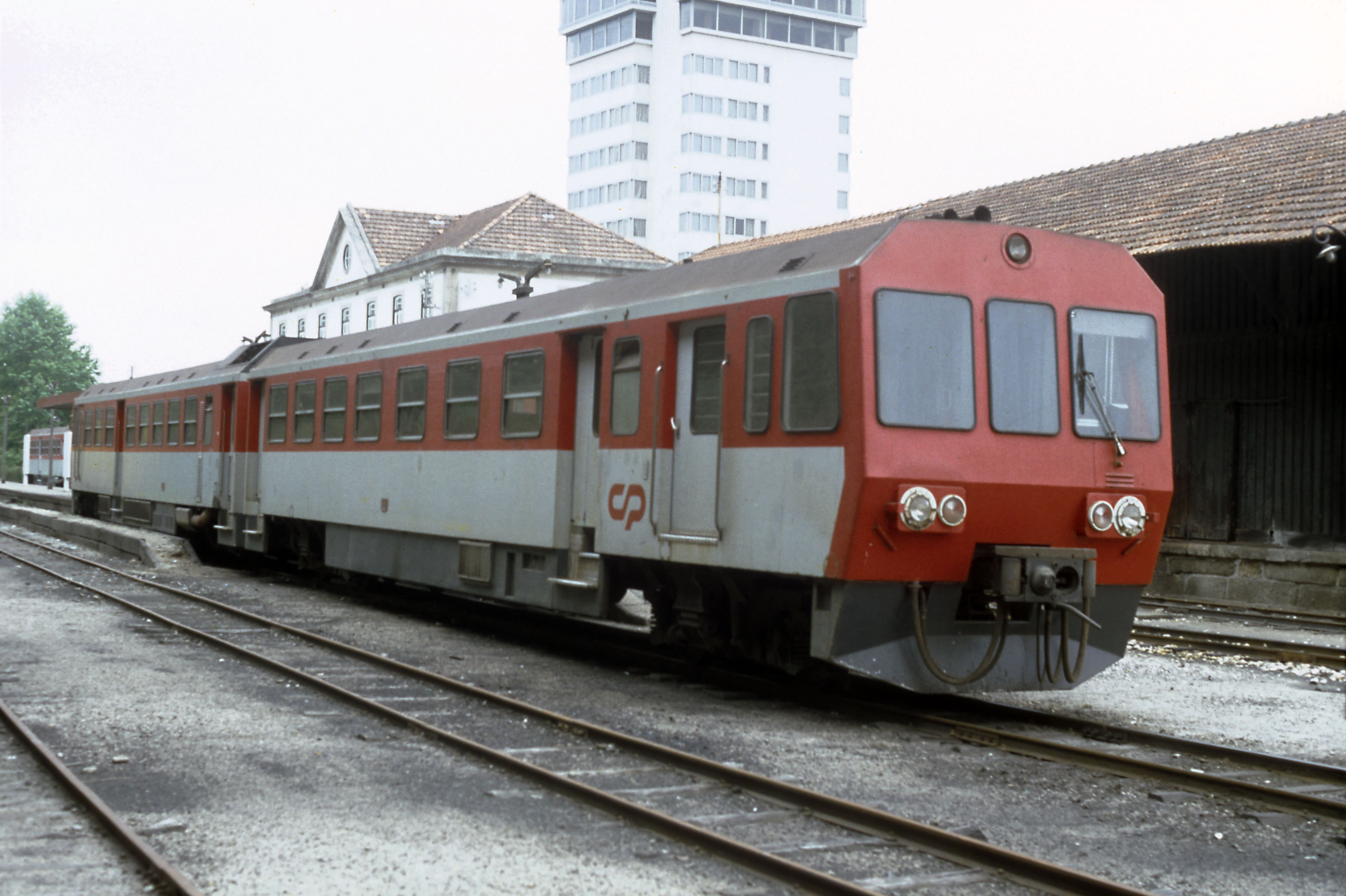
Estação de Guimarães, em 1996

Em 21 de Julho de 1907, entrou ao serviço o troço desde esta estação até Fafe. Em 1913, existiam carreiras de diligências desde a estação de Guimarães até às Caldas das Taipas e Braga.
Em 1927, as companhias de Guimarães e da Póvoa, que geria a Linha do Porto à Póvoa e Famalicão, fundiram-se numa só empresa, denominada de Companhia dos Caminhos de Ferro do Norte de Portugal. Em 14 de Março de 1932, foi inaugurado o troço da Linha de Guimarães entre a Senhora da Hora a Trofa, tendo parte da cerimónia ocorrido na estação de Guimarães, que foi engalanada para aquele evento. Por volta das 19 horas, o comboio inaugural chegou à estação de Guimarães, onde foi realizada uma recepção ao presidente da república, Óscar Carmona. Em 1937, realizou-se um comboio especial até Guimarães, para o transporte dos veteranos do Batalhão de Sapadores de Caminho de Ferro, tendo uma cerimónia sido realizada no largo em frente à estação.
Em 1947, a Companhia do Norte foi integrada na Companhia dos Caminhos de Ferro Portugueses, que passou a explorar as antigas linhas daquela empresa, incluindo a Linha de Guimarães. No XI Concurso das Estações Floridas, organizado em 1952 pela Companhia dos Caminhos de Ferro Portugueses e pela Repartição de Turismo do Secretariado Nacional de Informação, o chefe da estação de Guimarães, António Alves de Oliveira Dias, foi premiado com uma menção honrosa.
O troço até Fafe foi encerrado em 1986.

### Século XXI

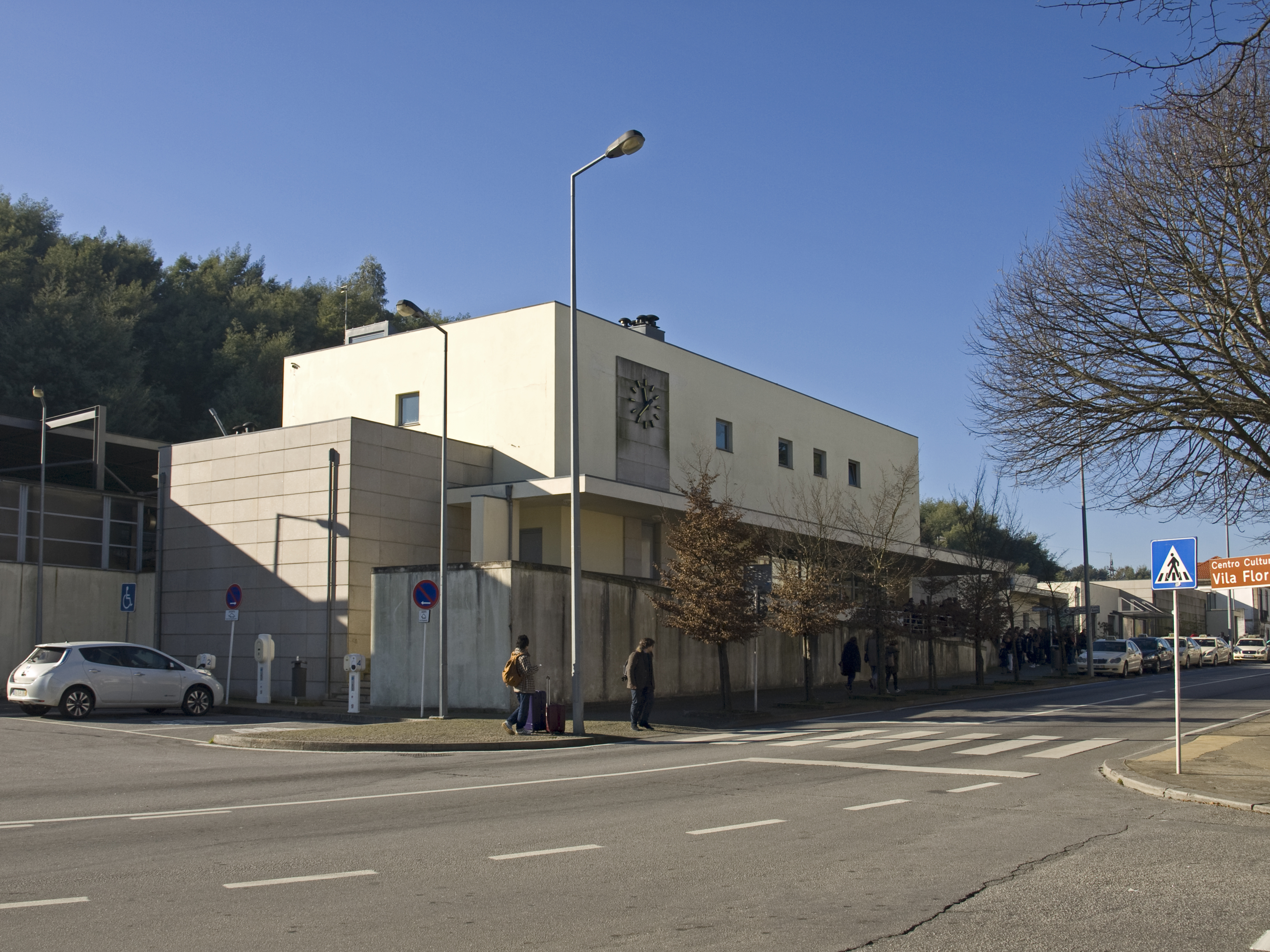
Exterior da estação, em 2016

Na década de 1990, o Gabinete do Nó Ferroviário do Porto iniciou um programa de requalificação dos eixos ferroviários em redor da cidade do Porto, que nessa altura eram considerados bastante deficientes em relação às necessidades, incluindo a Linha de Guimarães. Este programa tinha como finalidade melhorar as condições de serviço das linhas, através de várias intervenções nas infraestruturas, aquisição de novo material circulante e a introdução de novas técnicas de exploração. No caso específico da Linha de Guimarães, englobou a electrificação e a alteração da bitola da via, a remodelação de todas as estações, e a instalação de sistemas de sinalização electrónica. A linha voltou a entrar ao serviço em 2004. Após a reabertura, a operadora Caminhos de Ferro Portugueses iniciou a circulação dos comboios Intercidades até Guimarães.
Em Agosto de 2007, ocorreu um acidente nesta estação, onde ficou ferido um passageiro e dois bombeiros que o vieram socorrer, no interior de uma carruagem Intercidades, tendo sido transportados para o Hospital da Senhora da Oliveira.

### Ligações planeadas a outras linhas
Em 16 de Agosto de 1895, a Gazeta dos Caminhos de Ferro noticiou que se estava a planear a construção de uma linha entre Guimarães e Famalicão, e em 1 de Setembro de 1899, reportou que se estava a fazer uma tentativa para construir aquele troço. Em 16 de Fevereiro de 1901, noticiou que tinha sido pedida a construção da linha, utilizando o sistema americano, com material circulante a vapor. Em 16 de Abril desse ano, foi noticiado que a Companhia da Póvoa tinha pedido autorização para construir este troço, mas em vez do sistema americano requerido pela Câmara de Guimarães, esta empresa queria fazer a linha para o caminho de ferro pesado.
Na edição da Gazeta de 1 de Dezembro de 1899, foi anunciado que o engenheiro italiano Cachapuz tinha pedido licença para construir várias linhas de caminhos de ferro na região Norte do país, incluindo uma de Guimarães a Braga. Um decreto de 27 de Abril de 1903 ordenou a abertura do concurso público para esta linha, com conjunto com as do Vale do Lima e Alto Minho.

## Leitura recomendada
- FERNANDES, Isabel Maria; CORREIA, Jorge (2012). Guimarães moderna. Col: Histórias de cidades. 3. Braga: Universidade do Minho. 77 páginas. ISBN 978-972-8533-26-7
- FERNANDES, Isabel Maria; MEIRELES, Maria José Queirós; PEDRO, Alexandre (2012). Guimarães: guia de viagem. Guimarães: Despertar Memórias. 130 páginas. ISBN 978-989-97745-1-3*KINNON, Anthony (2006). Guimarães. Século XIX: de vila a cidade. Guimarães: A. F. Kinnon. 167 páginas. ISBN 978-989-20-0429-7
- SILVA, Casimiro; SILVA, Samuel, D. L.;  et al. (2004). Memórias do comboio de Guimarães: a história, o património e a linha. Guimarães: Ideal. 211 páginas. ISBN 972-97267-5-2